# Beaupréau-en-Mauges
Beaupréau-en-Mauges ([boˈpʁ(e)o ɑ̃ ˈmoʒ] ⓘ) ist eine französische Gemeinde mit 23.887 Einwohnern (Stand: 1. Januar 2022) im Département Maine-et-Loire in der Region Pays de la Loire. Sie gehört zum Arrondissement Cholet und ist Verwaltungssitz des Gemeindeverbands Mauges Communauté. Das Bureau centralisateur des gleichnamigen Kantons befindet sich in Beaupréau-en-Mauges.
Die Gemeinde entstand mit Wirkung vom 15. Dezember 2015 als Commune nouvelle durch Zusammenlegung der bis dahin selbstständigen Gemeinden Andrezé, Beaupréau, Gesté, Jallais, La Chapelle-du-Genêt, La Jubaudière, Le Pin-en-Mauges, La Poitevinière, Saint-Philbert-en-Mauges und Villedieu-la-Blouère, die fortan den Status von Communes déléguées besitzen. Der Verwaltungssitz befindet sich im Ort Beaupréau.

## Gemeindegliederung
| Commune déléguée            | Ehemaliger INSEE-Code | PLZ   | Fläche (km²) | Einwohnerzahl (2022) |
| --------------------------- | --------------------- | ----- | ------------ | -------------------- |
| Beaupréau (Verwaltungssitz) | 49023                 | 49600 | 35,79        | 7794                 |
| Andrezé                     | 49006                 | 49600 | 21,20        | 2030                 |
| Gesté                       | 49151                 | 49600 | 35,55        | 2769                 |
| Jallais                     | 49162                 | 49510 | 52,81        | 3496                 |
| La Chapelle-du-Genêt        | 49072                 | 49600 | 09,10        | 1180                 |
| La Jubaudière               | 49165                 | 49510 | 10,90        | 1246                 |
| La Poitevinière             | 49243                 | 49510 | 26,73        | 1121                 |
| Le Pin-en-Mauges            | 49239                 | 49110 | 16,88        | 1375                 |
| Saint-Philbert-en-Mauges    | 49312                 | 49600 | 07,25        | 0356                 |
| Villedieu-la-Blouère        | 49375                 | 49450 | 14,24        | 2520                 |

## Geografie

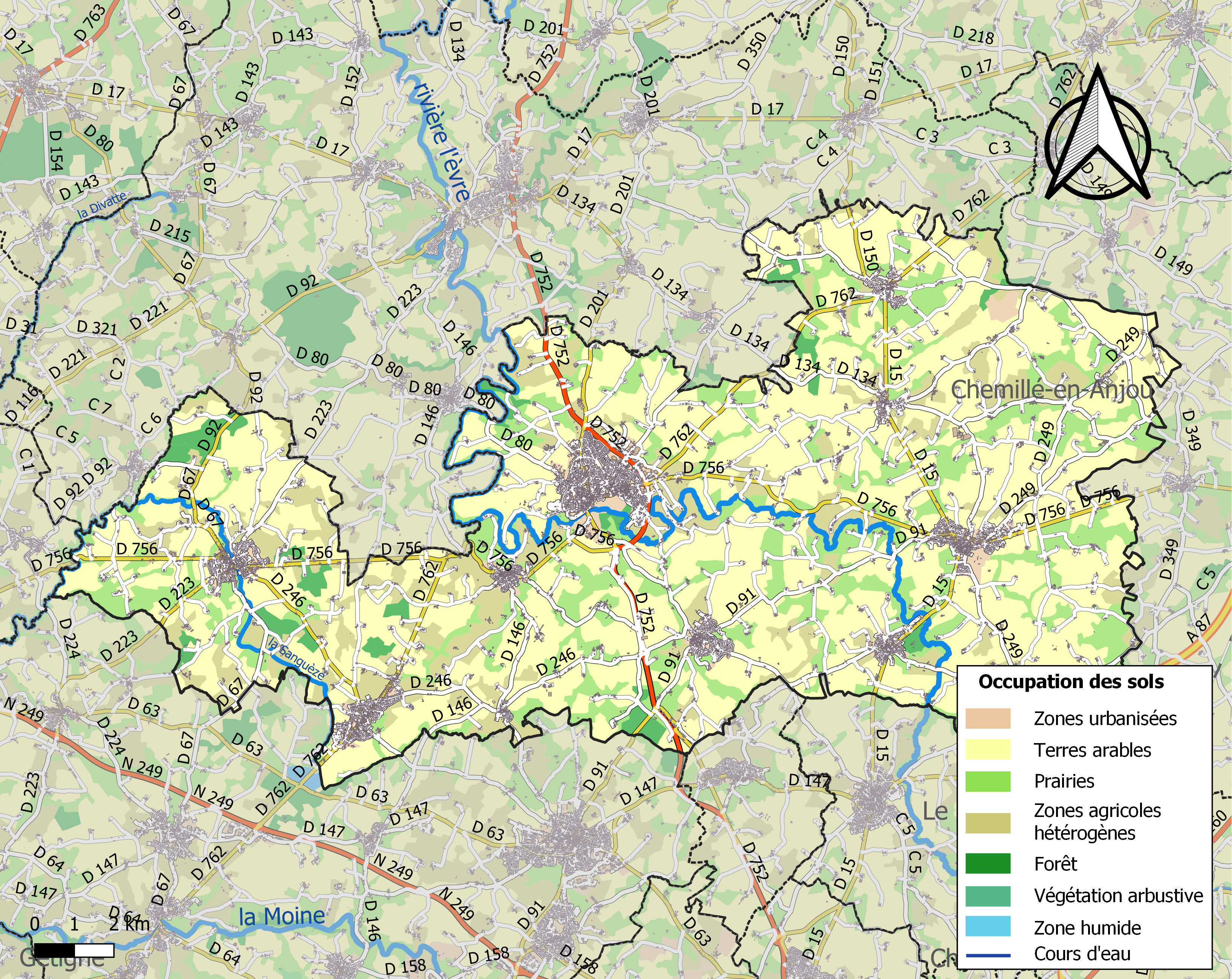
Bodennutzung, Hydrografie und Infrastruktur der Gemeinde (2018)

Beaupréau-en-Mauges liegt etwa 44 Kilometer südwestlich von Angers, etwa 18 Kilometer nordnordwestlich von Cholet und etwa 43 Kilometer östlich von Nantes an der Grenze zum benachbarten Département Loire-Atlantique. Die Gemeinde befindet sich in der Région naturelle der Mauges, Teil der historischen Provinz des Anjou.
Das Gemeindegebiet liegt im Einzugsgebiet der Loire und wird entwässert von der Èvre, von der Sanguèze, von der Avresne und von zahlreichen kleineren Fließgewässern. Es erstreckt sich auf einer Hochebene, die im Norden von der Loire begrenzt wird. Das Bodenrelief ist sanft gewellt mit Höhen meist über 100 m und wird durch die Flusstäler markant eingeschnitten. Das Gemeindezentrum liegt am rechten Ufer der Èvre auf etwa 80 m. Der höchste Punkt wird mit 129 m im Norden von Le Pin-en-Mauges, der tiefste Punkt mit 32 m über dem Meeresspiegel im Nordwesten beim Austritt der Èvre aus dem Gemeindegebiet gemessen.
Teile des Gebiets von Beaupréau-en-Mauges gehören zu sechs ZNIEFF-Naturzonen.
Umgeben wird Beaupréau-en-Mauges von sieben Nachbargemeinden:
| Montrevault-sur-Èvre              |                                             |                   |
| La Regrippière (Loire-Atlantique) | Kompassrose, die auf Nachbargemeinden zeigt | Chemillé-en-Anjou |
| Sèvremoine                        | Bégrolles-en-Mauges Le May-sur-Èvre         | Trémentines       |

## Klima
|                        | Jan | Feb | Mär | Apr  | Mai  | Jun  | Jul  | Aug  | Sep  | Okt  | Nov  | Dez |   |      |
| Mittl. Temperatur (°C) | 5,6 | 5,7 | 8,1 | 10,7 | 14   | 17,8 | 19,4 | 19,2 | 16,8 | 13,3 | 8,9  | 6,1 | ⌀ | 12,2 |
| Mittl. Tagesmax. (°C)  | 8,2 | 9   | 12  | 14,9 | 18,2 | 22,1 | 23,9 | 23,9 | 21,5 | 17   | 11,8 | 8,8 | ⌀ | 16   |
| Mittl. Tagesmin. (°C)  | 3   | 2,6 | 4,3 | 6,4  | 9,7  | 13,1 | 14,8 | 14,6 | 12,5 | 10   | 6,2  | 3,5 | ⌀ | 8,4  |
|                        |     |     |     |      |      |      |      |      |      |      |      |     |   |      |
| Niederschlag (mm)      | 72  | 58  | 53  | 60   | 67   | 48   | 43   | 48   | 53   | 72   | 71   | 78  | Σ | 723  |
|                        |     |     |     |      |      |      |      |      |      |      |      |     |   |      |
| Sonnenstunden (h/d)    | 3,3 | 4,6 | 6,0 | 7,7  | 8,1  | 9,2  | 9,1  | 8,6  | 7,4  | 5,5  | 4,2  | 3,8 | ⌀ | 6,5  |
|                        |     |     |     |      |      |      |      |      |      |      |      |     |   |      |
| Regentage (d)          | 9   | 8   | 8   | 9    | 9    | 6    | 6    | 6    | 6    | 8    | 9    | 9   | Σ | 93   |
|                        |     |     |     |      |      |      |      |      |      |      |      |     |   |      |
| Luftfeuchtigkeit (%)   | 86  | 81  | 78  | 73   | 73   | 68   | 66   | 68   | 69   | 79   | 85   | 86  | ⌀ | 76   |

| 3 |

| 2,6 |

| 4,3 |

| 6,4 |

| 9,7 |

| 13,1 |

| 14,8 |

| 14,6 |

| 12,5 |

| 10 |

| 6,2 |

| 3,5 |

| 3 |

| 2,6 |

| 4,3 |

| 6,4 |

| 9,7 |

| 13,1 |

| 14,8 |

| 14,6 |

| 12,5 |

| 10 |

| 6,2 |

| 3,5 |

Das Klima ist als Ozeanklima (Cfb-Klima) nach Köppen und Geiger klassifiziert. Es ist warm und gemäßigt und zeichnet sich durch eine verhältnismäßig erhebliche Menge an Niederschlägen aus auch während des trockensten Monats Juli. Die Angaben von Temperatur, Wassertemperatur, Niederschlag, Regentag und Luftfeuchtigkeit basieren auf Daten von 1991 bis 2021, Sonnenstunden auf Daten von 1999 bis 2019.

## Sehenswürdigkeiten
| Name                         | Ort                  | Bemerkungen                                                     | Bild |
| ---------------------------- | -------------------- | --------------------------------------------------------------- | ---- |
| Schloss Beaupréau            | Beaupréau            | 14. bis 16. Jahrhundert                                         |      |
| Hôtel du Sénéchal            | Beaupréau            | 16. bis 19. Jahrhundert                                         |      |
| Kirche Notre-Dame            | Beaupréau            | 1863, in Teilen als Monument historique eingeschrieben          |      |
| Burgruine Les Hayes Gasselin | Andrezé              | 14. Jahrhundert, als Monument historique eingeschrieben         |      |
| Schloss La Morinière         | Andrezé              | 19. Jahrhundert                                                 |      |
| Schloss La Brûlaire          | Gesté                | 19. Jahrhundert                                                 |      |
| Schloss Le Plessis           | Gesté                | 15. und 16. Jahrhundert                                         |      |
| Burgruine La Bouère          | Jallais              | 15. und 16. Jahrhundert                                         |      |
| Herrenhaus La Chaperonnière  | Jallais              | 15. und 16. Jahrhundert, als Monument historique eingeschrieben |      |
| Kirche Notre-Dame            | La Chapelle-du-Genêt | 18. Jahrhundert                                                 |      |
| Kirche Saint-Jean-Baptiste   | Villedieu-la-Blouère | 19. Jahrhundert                                                 |      |
| Kirche Saint-Christophe      | Villedieu-la-Blouère | 19. Jahrhundert                                                 |      |
| Kapelle Saint-Joseph         | Villedieu-la-Blouère |                                                                 |      |

## Bildung
Beaupréau-en-Mauges verfügt über
- eine öffentliche Vorschule (École maternelle) in Beaupréau,
- eine private Vor- und Grundschule (École primaire) in Le Pin-en-Mauges,
- eine private Vor- und Grundschule in Beaupréau,
- eine öffentliche Vor- und Grundschule in Andrezé,
- eine private Vor- und Grundschule in Andrezé,
- eine öffentliche Vor- und Grundschule in Gesté,
- eine private Vor- und Grundschule in Gesté,
- eine private Vor- und Grundschule in Saint-Philibert-en-Mauges,
- eine private Vor- und Grundschule in Villedieu-la-Blouère,
- eine öffentliche Vor- und Grundschule in La Chapelle-du-Genêt,
- eine private Vor- und Grundschule in La Chapelle-du-Genêt,
- eine öffentliche Vor- und Grundschule in Villedieu-la-Blouère,
- eine private Vor- und Grundschule in La Jubaudière,
- eine öffentliche Vor- und Grundschule in Jallais,
- eine private Vor- und Grundschule in Jallais,
- eine private Vor- und Grundschule in La Poitevinière,
- eine öffentliche Grundschule (École élémentaire) in Beaupréau,
- zwei private Collèges,
- ein öffentliches polyvalentes Lycée,
- ein privates allgemeines und technologisches Lycée und
- ein privates berufsorientiertes Lycée.[3]

## Wirtschaft
Im Mittelalter war Beaupréau wirtschaftliches Zentrum der landwirtschaftlich geprägten Umgebung. Es wurden traditionell Webereien Materialien zur Weiterproduktion in auswärtigen Gemeinden gefertigt. Flanell wurde in Beaupréau selbst hergestellt. Es gab Gerbereien in manchen Ortsteilen, ebenso wie Schuhfabriken. In Andrezé wird noch heute in geringen Mengen Wein angebaut.
Heute ist Beaupréau-en-Mauges Sitz mehrerer großer Unternehmen (Manitou, Itancia, Lacroix Electronics, Alfi Technologies usw.) sowie Dutzender kleinerer Industrie-, Handwerks- und Dienstleistungsunternehmen. Zahlreiche lokale Geschäfte und fünf Wochenmärkte beleben die Stadt.
| Beaupréau-en-Mauges | Beaupréau-en-Mauges | Beaupréau-en-Mauges | Département | Département | Département | Metropolitan-Frankreich | Metropolitan-Frankreich | Metropolitan-Frankreich |
| ------------------- | ------------------- | ------------------- | ----------- | ----------- | ----------- | ----------------------- | ----------------------- | ----------------------- |
| Gesamt              | Männer              | Frauen              | Gesamt      | Männer      | Frauen      | Gesamt                  | Männer                  | Frauen                  |
| 75,1 %              | 78,1 %              | 72,0 %              | 68,5 %      | 71,3 %      | 65,8 %      | 66,1 %                  | 68,9 %                  | 63,4 %                  |

Die Beschäftigungsrate der Gemeinde ist höher als die des Départements Maine-et-Loire und die von Metropolitan-Frankreich. Im Vergleich zu 2015 stieg die Gesamtquote der Gemeinde um 2,1 %. Die meisten Beschäftigten sind im Dienstleistungs- oder im Informationssektor in privaten Unternehmen oder öffentlichen Einrichtungen beschäftigt. Fast zwei Drittel sind Auspendler. 60,5 % arbeiteten 2021 in einer anderen Gemeinde, 2,6 % mehr als im Jahr 2015. Dabei benutzten sie zu 87 % ein Auto, einen Last- oder Lieferwagen, nur 0,4 % ein öffentliches Verkehrsmittel.
| Beaupréau-en-Mauges | Beaupréau-en-Mauges | Beaupréau-en-Mauges | Beaupréau-en-Mauges | Département | Département | Département | Département | Metropolitan-Frankreich | Metropolitan-Frankreich | Metropolitan-Frankreich | Metropolitan-Frankreich |
| ------------------- | ------------------- | ------------------- | ------------------- | ----------- | ----------- | ----------- | ----------- | ----------------------- | ----------------------- | ----------------------- | ----------------------- |
| Gesamt              | 15–24               | 25–54               | 55–64               | Gesamt      | 15–24       | 25–54       | 55–64       | Gesamt                  | 15–24                   | 25–54                   | 55–64                   |
| 6,6 %               | 12,8 %              | 5,4 %               | 7,5 %               | 10,3 %      | 19,7 %      | 8,9 %       | 8,9 %       | 11,7 %                  | 23,2 %                  | 10,5 %                  | 9,8 %                   |

Die Arbeitslosenquote zeigt ein erfreuliches Bild. Sie liegt in allen Bereichen niedriger im Vergleich zum gesamten Département und Metropolitan-Frankreich. Im Vergleich zu 2015 fiel die Gesamtarbeitslosenquote der Gemeinde um 2,2 %, in der Altersklasse von 15- bis 24-Jährigen sogar um 7,3 %.

## Verkehr
Die Autoroute A 87 von Angers nach La Roche-sur-Yon durchquert das Gemeindegebiet ohne Anschlussstelle auf einer Länge von etwa 750 Metern. Die zur Departementsstraße D 752 herabgestufte ehemalige Route nationale 752 von Varades nach Cheffois über Cholet durchquert die Gemeinde von Nord nach Süd, wobei das Zentrum in Beaupréau umfahren wird. Die zur Departementsstraße D 756 herabgestufte ehemalige Route nationale 756 von La Haie-Fouassière nach Vihiers über Chemillé-en-Anjou durchquert Beaupréau von West nach Ost. Die zur Departementsstraße D 762 herabgestufte ehemalige Route nationale 762 von Chalonnes-sur-Loire nach Gétigné durchquert Beaupréau von Nordost nach Südwest. Nachgeordnete Departementsstraßen und lokale Landstraßen verbinden die Ortsteile miteinander und mit weiteren Nachbargemeinden.
Busse von vier Linien der Transportgesellschaft Aléop der Region Pays de la Loire fahren viele Haltestellen im Zentrum von Beaupréau-en-Mauges und in den Ortsteilen an und verbinden die Gemeinde mit Angers, Cholet, Ancenis-Saint-Géréon und Chemillé-en-Anjou.

## Gemeindepartnerschaften
Die deutschen Gemeinden Münsingen in Baden-Württemberg und Feldkirchen-Westerham in Bayern (über den Gemeindeteil Jallais) sowie mit der britischen Gemeinde Abergavenny und mit der rumänischen Gemeinde Posești bestehen Partnerschaften.